# Stefano Sacchetti
Stefano Sacchetti (* 10. August 1972 in Modena) ist ein ehemaliger italienischer Fußballspieler und heutiger -trainer.

## Werdegang
Der Abwehrspieler begann seine Karriere 1991 beim FC Modena in der Serie B. 1992 wechselte er zu Sampdoria Genua in die Serie A. Mit Genua gewann er 1993/94 unter Sven-Göran Eriksson die Coppa Italia. Das Supercup-Finale 1994 ging gegen die AC Mailand erst nach Elfmeterschießen verloren. Beim Europapokal der Pokalsieger 1994/95 erreichte Sacchetti mit Genua das Halbfinale, wo man wieder nach Elfmeterschießen gegen den FC Arsenal ausschied. 1997 wechselte er zu Piacenza Calcio. Mit dem Klub stieg er 2000 in die Serie B ab. 2001 gelang der direkte Wiederaufstieg. Allerdings war Sacchetti schon im September 2000 bei einer Dopingkontrolle positiv auf Nandrolon getestet und deswegen ab Mai 2001 für vier Monate gesperrt worden. Piacenza hielt aber an ihm fest und konnte die Klasse halten. 2002 ging er zurück zu Sampdoria Genua, die mittlerweile zweitklassig waren. 2003 schaffte Genua den Aufstieg. Nach zwei Jahren in der Serie A wechselte Sacchetti 2005 zum Zweitligisten Mantova FC, wo er bis zum Ende seiner Laufbahn 2009 spielte.
Seit 2009 arbeitet Stefano Sacchetti als Jugendtrainer bei seinem Heimatverein FC Modena.